# Challenge 3 Moulins Habitat
 (mai 2020).
Si vous disposez d'ouvrages ou d'articles de référence ou si vous connaissez des sites web de qualité traitant du thème abordé ici, merci de compléter l'article en donnant les références utiles à sa vérifiabilité et en les liant à la section « Notes et références ».
Le Challenge 3 Moulins Habitat anciennement Challenge Revenu est une compétition nationale et international au fleuret masculin organisée par le Cercle d'escrime Melun Val de Seine chaque année depuis 1969, date de la première édition.

## Histoire et présentation
Le Challenge regroupe les meilleurs fleurettistes français et internationaux. De nombreux champions Olympiques et mondiaux sont passés par ce Challenge.
Organisé à Melun, le challenge avait lieu pendant plusieurs années le même week-end que le Master de fleuret. Ceci permettait d'avoir les meilleurs tireurs du monde au Challenge Revenu.
Le Challenge a fêté ses 50 ans en 2019 avec la victoire d'Erwann Le Péchoux.
En 2022, après 2 annulations dues à la pandémie, le challenge revient sous un nouveau nom « Challenge 3 Moulins Habitat » et a lieu le week-end des 9 et 10 avril 2022.

## Un challenge féminin créé en 2017
En 2017, le Cercle d'escrime Melun Val de Seine organise la 1ère édition du Tournoi de la Reine Blanche, épreuve nationale et internationale au fleuret féminin, ayant lieu le même week-end et au même endroit que le Challenge Revenu.
Cette première édition est remportée à domicile par Pauline Ranvier.
Le Tournoi de la Reine Blanche est renommé « Tournoi du Château de Couches » en 2022 et est remporté par l'italienne Arianna Errigo. En 2025, le tournoi est renommé "Tournoi Crowe Fideliance"

## Palmarès du Challenge 3 Moulins Habitat (Ex- Challenge Revenu)
| Année | Vainqueur                            | Finaliste                            | 3e                                   | 3e                                   |
| ----- | ------------------------------------ | ------------------------------------ | ------------------------------------ | ------------------------------------ |
| 1969  | Bernard Talvard                      | Gilles Berolatti                     | Pierre Rodocanachi                   | Pierre Rodocanachi                   |
| 1970  | Daniel Revenu                        | Bruno Boscherie                      | Desquiens[Qui ?]                     | Desquiens[Qui ?]                     |
| 1970  | Christian Noël                       | Daniel Revenu                        | Bernard Talvard                      | Bernard Talvard                      |
| 1971  | Bernard Talvard                      | Daniel Revenu                        | Bruno Boscherie                      | Bruno Boscherie                      |
| 1972  | Bernard Talvard                      | Hugues Leseur                        | Frédéric Pietruszka                  | Frédéric Pietruszka                  |
| 1973  | Bernard Talvard                      | Hugues Leseur                        | Bruno Boscherie                      | Bruno Boscherie                      |
| 1974  | Didier Flament                       | Frédéric Pietruszka                  |                                      |                                      |
| 1975  | Hugues Leseur                        |                                      |                                      |                                      |
| 1976  | Bernard Talvard                      | Hugues Leseur                        | Frédéric Pietruszka                  | Frédéric Pietruszka                  |
| 1977  | Bernard Talvard                      | Frédéric Pietruszka                  | Daniel Revenu                        | Daniel Revenu                        |
| 1978  | Didier Flament                       |                                      |                                      |                                      |
| 1979  | Frédéric Pietruszka                  |                                      |                                      |                                      |
| 1980  | Michel Magne                         |                                      |                                      |                                      |
| 1981  | Pascal Jolyot                        |                                      |                                      |                                      |
| 1982  | Ange-François Pezzini                | Marc Cerboni                         | Philippe Omnès                       | Philippe Omnès                       |
| 1983  | Philippe Omnès                       |                                      |                                      |                                      |
| 1984  | Patrick Groc                         |                                      |                                      |                                      |
| 1985  | Philippe Omnès                       |                                      |                                      |                                      |
| 1986  | Thomas Theuerkauff                   |                                      |                                      |                                      |
| 1987  | Thomas Theuerkauff                   | Youssef Hocine                       |                                      |                                      |
| 1988  | Mathias Gey                          |                                      |                                      |                                      |
| 1989  | Fabrice d'Almeida                    |                                      |                                      |                                      |
| 1990  | Philippe Omnès                       |                                      |                                      |                                      |
| 1991  | Philippe Omnès                       |                                      |                                      |                                      |
| 1992  | Olivier Lambert                      |                                      |                                      |                                      |
| 1993  | Youssef Hocine                       |                                      |                                      |                                      |
| 1994  | Renaud Wiart                         | Youssef Hocine                       |                                      |                                      |
| 1995  | Clifford Bayer                       |                                      |                                      |                                      |
| 1996  | Alexandre Neut                       |                                      |                                      |                                      |
| 1997  | Olivier Lambert                      |                                      |                                      |                                      |
| 1998  | Olivier Lambert                      |                                      | Patrice Lhotellier                   | Patrice Lhotellier                   |
| 1999  | Jean-Noël Ferrari                    |                                      | Patrice Lhotellier                   | Patrice Lhotellier                   |
| 2000  | Jean-Yves Robin                      |                                      |                                      |                                      |
| 2001  | Cédric Gohy                          |                                      |                                      |                                      |
| 2002  | Wang Haibin                          |                                      |                                      |                                      |
| 2003  | Thierry Lachkar                      | Erwann Le Péchoux                    | Sébastien Coutant                    | Erik Friess                          |
| 2004  | Erwann Le Péchoux                    | Jean-Yves Robin                      | Sébastien Coutant                    | Franck Malachenko                    |
| 2005  | Pas de challenge                     | Pas de challenge                     | Pas de challenge                     | Pas de challenge                     |
| 2006  | Benjamin Kleibrink                   | Nicolas Beaudan                      | Jérémy Cadot                         | Grégory Koenig                       |
| 2007  | Ralf Bissdorf                        | Julien Mertine                       | Dominik Behr                         | Tomer Or                             |
| 2008  | Franck Malachenko                    | Thibault Sarda                       | Guy De Lamballerie                   | Marcel Marcilloux                    |
| 2009  | Yūki Ōta                             | Benjamin Kleibrink                   | Andrea Cassara                       | Zhu Jun                              |
| 2010  | Grégory Koenig                       | Julien Mertine                       | Guy De Lamballerie                   | Zhu Jun                              |
| 2011  | Julien Mertine                       | Andrea Baldini                       | Erwann Le Péchoux                    | Yūki Ōta                             |
| 2012  | Alaaeldin Abouelkassem               | Julien Mertine                       | Enzo Lefort                          | Jordan Moine                         |
| 2013  | Julien Mertine                       | Roman Djitli                         | Choi Byung-chul                      | Benoît Journet                       |
| 2014  | Timur Safin                          | Andrea Baldini                       | Erwann Le Péchoux                    | Jean-Paul Tony Helissey              |
| 2015  | Richard Kruse                        | Timur Arslanov                       | Enzo Lefort                          | Baptiste Mourrain                    |
| 2016  | Victor Sintès                        | Benoît Journet                       | Richard Kruse                        | Wallerand Roger                      |
| 2017  | Timur Safin                          | Roman Djitli                         | Benoît Journet                       | Maxime Pauty                         |
| 2018  | Jérémy Cadot                         | Enzo Lefort                          | Erwann Le Péchoux                    | Dmitry Trofimov                      |
| 2019  | Erwann Le Péchoux                    | Enzo Lefort                          | Jérémy Cadot                         | Alexander Choupenitch                |
| 2020  | Annulation due à l'épidémie COVID-19 | Annulation due à l'épidémie COVID-19 | Annulation due à l'épidémie COVID-19 | Annulation due à l'épidémie COVID-19 |
| 2021  | Annulation due à l'épidémie COVID-19 | Annulation due à l'épidémie COVID-19 | Annulation due à l'épidémie COVID-19 | Annulation due à l'épidémie COVID-19 |
| 2022  | Enzo Lefort                          | Cheung Ka Long                       | Pierre Loisel                        | Maxime Pauty                         |
| 2023  | Julien Mertine                       | Meddy Elice                          | Paul-Antoine de Badts                | Ryan Choi                            |
| 2024  | Armand Spichiger                     | Mathieu Nijs                         | Alexandre Ediri                      | Noé Mandiogou Robin                  |
| 2025  | Rafael Savin                         | Anas Anane                           | Meddy Elice                          | Cameron Carasena                     |

## Palmarès du Tournoi Crowe Fideliance
| Année | Vainqueur                            | Finaliste                            | 3e                                   | 3e                                   |
| ----- | ------------------------------------ | ------------------------------------ | ------------------------------------ | ------------------------------------ |
| 2017  | Pauline Ranvier                      | Ines Boubakri                        | Coralie Brot                         | Astrid Guyart                        |
| 2018  | Inna Deriglazova                     | Ines Boubakri                        | Astrid Guyart                        | Jéromine Mpah-Njanga                 |
| 2019  | Anita Blaze                          | Rio Azuma                            | Solène Butruille                     | Chloé Jubenot                        |
| 2020  | Annulation due à l'épidémie COVID-19 | Annulation due à l'épidémie COVID-19 | Annulation due à l'épidémie COVID-19 | Annulation due à l'épidémie COVID-19 |
| 2021  | Annulation due à l'épidémie COVID-19 | Annulation due à l'épidémie COVID-19 | Annulation due à l'épidémie COVID-19 | Annulation due à l'épidémie COVID-19 |
| 2022  | Arianna Errigo                       | Anita Blaze                          | Pauline Ranvier                      | Coralie Brot                         |
| 2023  | Pauline Ranvier                      | Olga Calissi                         | Anita Blaze                          | Alice Recher                         |
| 2024  | Jade Marechal                        | Alice Recher                         | Constance Catarzi                    | Cyrielle Darde                       |
| 2025  | Carlotta Ferrari                     | Aurora Grandis                       | Pauline Ranvier                      | Coralie Brot                         |